# Нуклеази
Нуклеази — велика група ферментів, що гідролізують зв'язки між ланками нуклеїнових кислот, руйнуючи послідовність азотистих основ у них. Наявні в усіх еукаріотів і прокаріотів. Нуклеази беруть участь у внутрішньоклітинних процесах на кшталт деградації РНК у цитоплазмі, репарації ДНК у ядрі тощо. Також можуть виконувати захисну функцію, руйнуючи мобільні елементи ДНК (плазміди, епісоми, віруси, фаги, транспозони та інші).
Розрізняють декілька типів нуклеаз, залежно від їх специфічності: екзонуклеази і ендонуклеази, рибонуклеази і дезоксирибонуклеази, рестриктази і деякі інші. Ряд нуклеаз є неспецифічними до типу нуклеїнових кислот.
З механізмом дії нуклеази поділяють на 3 основні групи: 
- фосфодіестерази (полінуклеотидази) - розщеплюють нуклеїнові кислоти з утворенням мононуклеотидів
- фосфомоноестерази (нуклеотидази)- розщеплюють мононуклеотиди з утворенням нуклеозидів і фосфорної кислоти
- нуклеозидази - розщеплюють нуклеозиди на пуринову або піримідинову основу та вуглевод